# 오쿠보역 (교토부)
오쿠보역(일본어: 大久保駅)은 일본 교토부 우지시에 위치한 긴키 닛폰 철도 교토 선의 철도역이다. 역 번호는 B 12이며, 섬식 승강장 2면 4선의 구조를 갖춘 고가역이다.

## 타는 곳
| 1 · 2 | B 교토 선 | 하행 | 신타나베 · 야마토사이다이지 · 나라 · 덴리 · 가시하라진구마에 · 요시노 · 오사카난바 방면 |
| 3 · 4 | B 교토 선 | 상행 | 단바바시 · 교토 · 교토 국제회관 방면                                                    |

## 이용 현황
- 2005년 11월 8일 : 28,635명
- 2008년 11월 18일 : 27,547명
- 2010년 11월 9일 : 26,217명
- 2012년 11월 13일 : 25,349명
- 2015년 11월 10일 : 24,813명

## 역 주변
- 일본 육상자위대 오쿠보 주둔지
- 긴테쓰 케이블 네트워크 교토 지점

## 인접 역
| 긴키 닛폰 철도 B 교토 선       | 긴키 닛폰 철도 B 교토 선 | 긴키 닛폰 철도 B 교토 선           |
| ------------------------------ | ------------------------ | ---------------------------------- |
| B08 모모야마고료마에 교토 방면 | ■ 급행                   | 신타나베 B16 야마토사이다이지 방면 |
| B11 이세다 교토 방면           | ■ 준급 · ■ 보통          | 구쓰카와 B13 야마토사이다이지 방면 |